# Opius liriomyzae
Opius liriomyzae är en stekelart som beskrevs av Fischer 1964. Opius liriomyzae ingår i släktet Opius och familjen bracksteklar. Inga underarter finns listade i Catalogue of Life.